# Ziway Dugda
Ziway Dugda est un woreda du centre de l'Éthiopie situé dans la zone Arsi de la région Oromia. Il a 120 862 habitants en 2007. Son chef-lieu est Ogolcho.

## Situation
Limitrophe des zones Misraq Shewa et Mirab Arsi, le woreda Ziway Dugda est entouré dans la zone Arsi par les woredas Dodota, Hitosa, Tiyo et Munesa.
Ogolcho, la principale agglomération du woreda, se trouve à près de 1 700 m d'altitude, quelques kilomètres au nord-est du lac Ziway et au bord de la rivière Katar.
Ogolcho est à une trentaine de kilomètres de Meki (où passe la route Mojo-Shashamané) et à 45 km d'Assella par la route (une quinzaine de kilomètres seulement à vol d’oiseau).

## Population
Au recensement national de 2007, le woreda compte 120 862 habitants dont 4 % de citadins avec 4 506 habitants à Ogolcho. La plupart (91 %) des habitants du woreda sont musulmans, 8 % sont orthodoxes et moins de 1 % sont protestants.
En 2022, la population du woreda est estimée à 172 018 personnes avec une densité de population de 153 personnes par km2 et 1 127 km2 de superficie.